# Slave

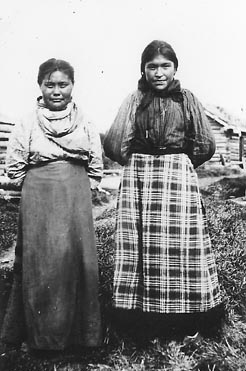
Chicas slavey.

Los slave o etchaottine son una tribu amerindia del grupo de lenguas na-dené, cuyo nombre significaba «gente de las rocas». También eran conocidos como awokanak o slaves. Se dividían en seis grupos: desnedeyarelottine, eleidlinottine, etchaottine, etcheridiegottine, etchesottine y klodesseottine.

## Localización
Vivían en las orillas del Gran Lago del Esclavo, en las llanuras del río Mackenzie y del Liard y en otras tierras limítrofes. Bistchonigottine y Krayiragottine eran dos divisiones. 

## Demografía
En 1980 eran unos 10 mil con chipewyan y yellowknife. Según el censo canadiense de 2000, estaban repartidos en reservas del siguiente modo:
- En Alberta, en la Dene Tha’ Tribe (2.480 h).
- En Columbia Británica, en las de Fort Nelson (740 h) y Prophet River (208 h)
- En los Territorios del Noroeste, en las de Acho Dene Koe (583 h), Deh Cho (1.001 h), Liidlii Kue (1.176 h), Pehdzeh Ki (319 h), Katlodeeche (525 h), Sambaa K'e (178 h) y Tulita o Ft Norman (578 h).

## Costumbres
El nombre de slaves (esclavos) les fue dado por los cree, puesto que esclavizaron a muchos, y también fue empleado por ingleses y franceses porque los consideraban una tribu tímida y pacífica, aunque así no fuera. Como muchas tribus atabascanas, estaban separadas en numerosas bandas independientes poco organizadas y con jefes nominales, asociados a ciertos territorios de caza. Un informal Consejo de Cazadores resolvía las disputas.
Las mujeres eran tratadas con un respeto y estimación atípicos entre los na-dené, y los viejos y desvalidos eran bien tratados, y no abandonados como hacían los chipewyan.
Vivían en los bosques y orillas de los ríos, cazaba caribúes y otros mamíferos, y además pescaban. La piel de los animales se usaba para fabricar mantos, faldas, polainas, mocasines y otras prendas. Los flecos y otros accesorios se hacían con cornamenta de ciervo, espinas de puercoespín y otros materiales naturales.
En verano habitaban en tipis cubiertos de estopa y en invierno en casas de palos y ramas de abeto, de forma rectangular.  No tenían una religión o ceremonial definido. Solo se sabe que creían en espíritus guardianes, en el poder de los chamanes y en otra vida indefinida. Una práctica común era la confesión de faltas en el lecho de muerte, para intentar de ese modo retrasar el fallecimiento.

## Historia
Alexander MacKenzie visitó el territorio en 1789, y fundó Fort Providence, pero hacia 1820 los británicos abandonaron el territorio. El padre Grandin estableció una misión católica en 1861, al tiempo que la Compañía de la Bahía de Hudson construía un campamento comercial.
En 1899 firmaron el Tratado Ocho con el gobierno canadiense.
Hasta los años 1960, cuando se construyó la autopista en Yellowknife, no tuvieron apenas contactos con el gobierno.
- Datos: Q1151353
- Multimedia: South Slavey / Q1151353